# Wilhelm Huber (Mediziner, 1806)
Wilhelm Huber (* 7. Februar 1806 in Reichenau/Böhmen; † 6. Jänner 1859) war ein österreichischer Mediziner und Politiker.

## Leben
Huber studierte von 1826 bis 1834 Medizin an der Universität Wien und wurde 1834 promoviert. Danach wurde er Leibarzt bei der Witwe des ungarischen Staatsministers Graf Erdödy in Freystadtl. 1843 war er Leibarzt des Grafen Esterházy. Von 1844 bis zu seinem Tod wirkte er als praktischer Arzt in Linz.
Er war vom 1. September 1848 bis 19. April 1849 Mitglied der Frankfurter Nationalversammlung für Böhmen in Kaplitz im Kreis Budweis in der Fraktion Westendhall.